# مارلیس گور
مارلیس گور (آلمانی: Marlies Göhr؛ زادهٔ ۲۱ مارس ۱۹۵۸) یک ورزشکار، و دونده دو سرعت اهل آلمان است که به رکورد ۱۰٫۸۱ در سال ۱۹۸۳ در برلین دست یافت. او در مجموع ۲۱ مدال طلا، ۱۰ مدال نقره و ۴ مدال برنز برای آلمان شرقی، بین سال های۱۹۷۵ تا ۱۹۸۸ کسب کرده‌است.